# Mar de Amundsen
El mar de Amundsen se encuentra en la Tierra de Marie Byrd entre el cabo Dart (126° 9′ O) de la isla Siple y el cabo Pez Volador (102° 20′ O) de la isla Thurston, en la Antártida. 
Fue el explorador noruego Nils Larsen en su expedición de 1928-1929 quien al explorar el área en febrero de 1929 le dio nombre en honor a su compatriota, el explorador Roald Amundsen, quien fue el primero en alcanzar el Polo Sur.

## Embalse del mar de Amundsen

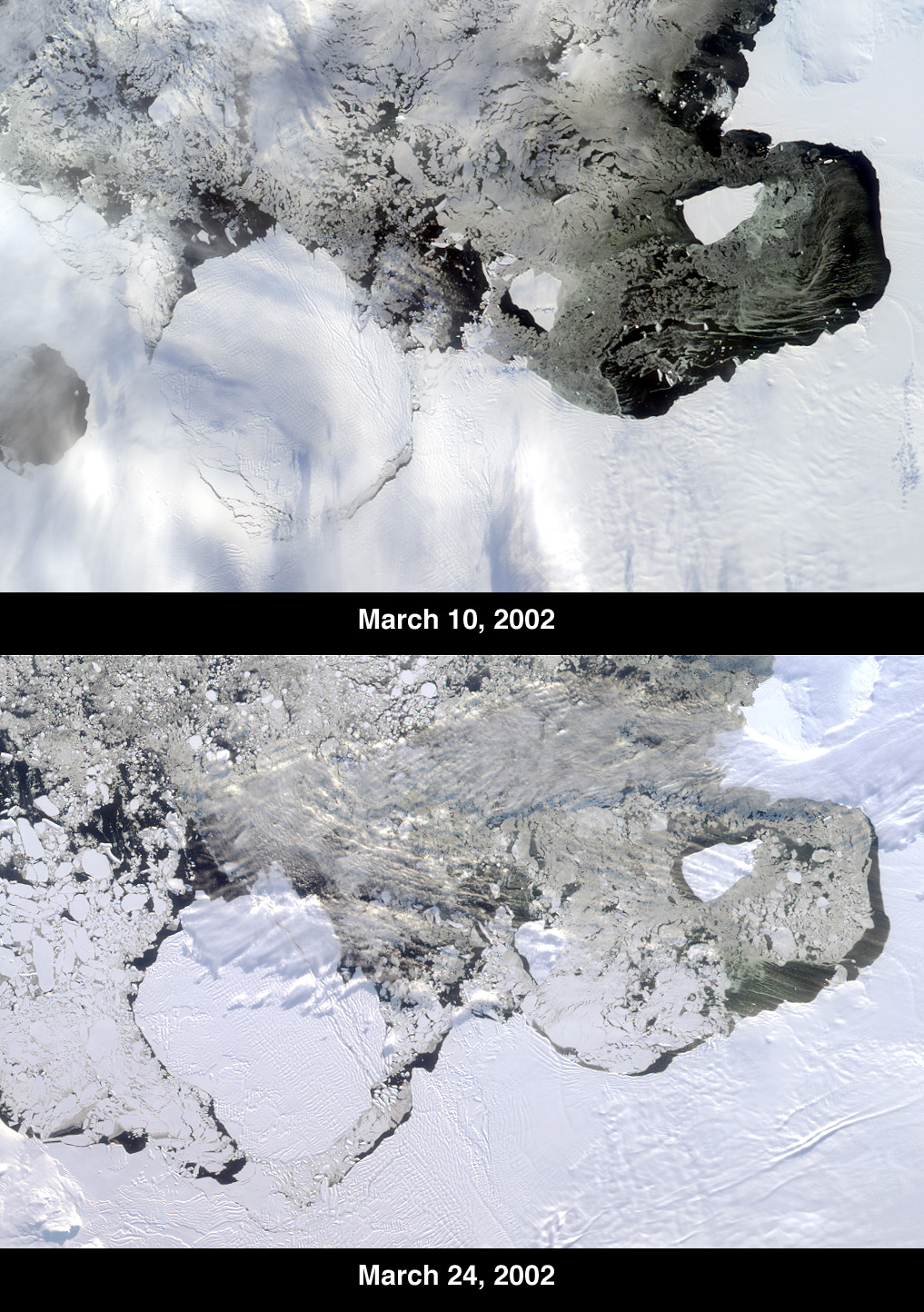
Gran iceberg B-22 desprendiéndose del glaciar Thwaites y restos del iceberg B-21 del glaciar Pine Island en Pine Island Bay a la derecha de la imagen

La capa de hielo que desemboca en el mar de Amundsen tiene un espesor promedio de aproximadamente 3 km; tiene aproximadamente el tamaño del estado de Texas y el área se conoce como Amundsen Sea Embayment (ASE); forma una de las tres principales cuencas de drenaje de hielo de la capa de hielo de la Antártida occidental, siendo las otras la bahía del mar de Ross y la bahía del mar de Weddell. En marzo de 2007, los científicos que estudiaban el ASE a través de estudios satelitales y aéreos anunciaron un adelgazamiento significativo del ASE, debido a cambios en los patrones de viento que permiten que las aguas más cálidas fluyan por debajo de la capa de hielo.
Algunos científicos han propuesto que esta región puede ser un "punto débil" de la capa de hielo de la Antártida occidental. Los glaciares Pine Island y Thwaites, que desembocan en el mar de Amundsen, son dos de los cinco más grandes de la Antártida. Los científicos han descubierto que el flujo de estos glaciares ha aumentado a partir de mediados de la década de 2000; si se derritieran por completo, el nivel del mar global aumentaría entre 0,9 y 1,9 m. Los científicos han sugerido que la pérdida de estos glaciares desestabilizaría toda la capa de hielo de la Antártida occidental y posiblemente secciones de la capa de hielo de la Antártida oriental.
Un estudio realizado en octubre de 2004 sugirió que debido a que el hielo en el mar de Amundsen se había derretido rápidamente y estaba lleno de grietas, la plataforma de hielo en alta mar estaba lista para colapsar "dentro de cinco años". El estudio proyectó un aumento del nivel del mar de 1,3 m desde la capa de hielo de la Antártida occidental si todo el hielo marino del mar de Amundsen se derritiera.
Las mediciones realizadas por el British Antarctic Survey en 2005 mostraron que la tasa de descarga de hielo en la ensenada del mar de Amundsen era de unos 250 km 3 por año. Suponiendo una tasa constante de descarga, esto solo es suficiente para elevar el nivel del mar global en 0,2 mm por año.
También se ha detectado un volcán subglacial en el área, justo al norte del glaciar Pine Island, cerca de las montañas Hudson. Estalló por última vez hace aproximadamente 2.200 años, indicado por depósitos de ceniza generalizados dentro del hielo, en lo que fue la erupción más grande conocida en la Antártida en los últimos 10 milenios.
 La actividad volcánica en la región puede estar contribuyendo al aumento observado del flujo glacial, aunque actualmente la teoría más popular entre los científicos que estudian esta área es que el flujo ha aumentado debido al calentamiento del agua del océano.
 Esta agua se ha calentado debido a un afloramiento de aguas profundas del océano que se debe a variaciones en los sistemas de presión, que podrían haberse visto afectados por el calentamiento global.
En enero de 2010, un estudio de modelización sugirió que el "punto de inflexión" para el glaciar Pine Island podría haberse superado en 1996, con un retroceso de 200 km posible para 2100, lo que produjo un aumento correspondiente de 24 cm del nivel del mar, aunque se sugirió que estas estimaciones para el período de tiempo eran conservadoras. Sin embargo, el estudio de modelado también establece que "Dada la naturaleza compleja y tridimensional del glaciar Pine Island real ... debería quedar claro que el modelo [...] es una representación muy cruda de la realidad".

Mar de Amundsen como parte del océano Antártico.

## Bahía de Pine Island
Pine Island Bay ( 74° 50′ S 102° 40′W ) es una bahía de unos 64 km de largo y 48 km de ancho, en la que fluye el hielo del glaciar Pine Island en el extremo sureste del mar de Amundsen. Fue delineado a partir de fotografías aéreas tomadas por la Operación Highjump de la USN en diciembre de 1946, y fue nombrado por el Comité Asesor de Nombres Antárticos (US-ACAN) para el USS Pine Island, licitación de hidroaviones y buque insignia del grupo de tareas del este de la Operación Highjump de la USN que exploró esta área.

## Ingeniería climática

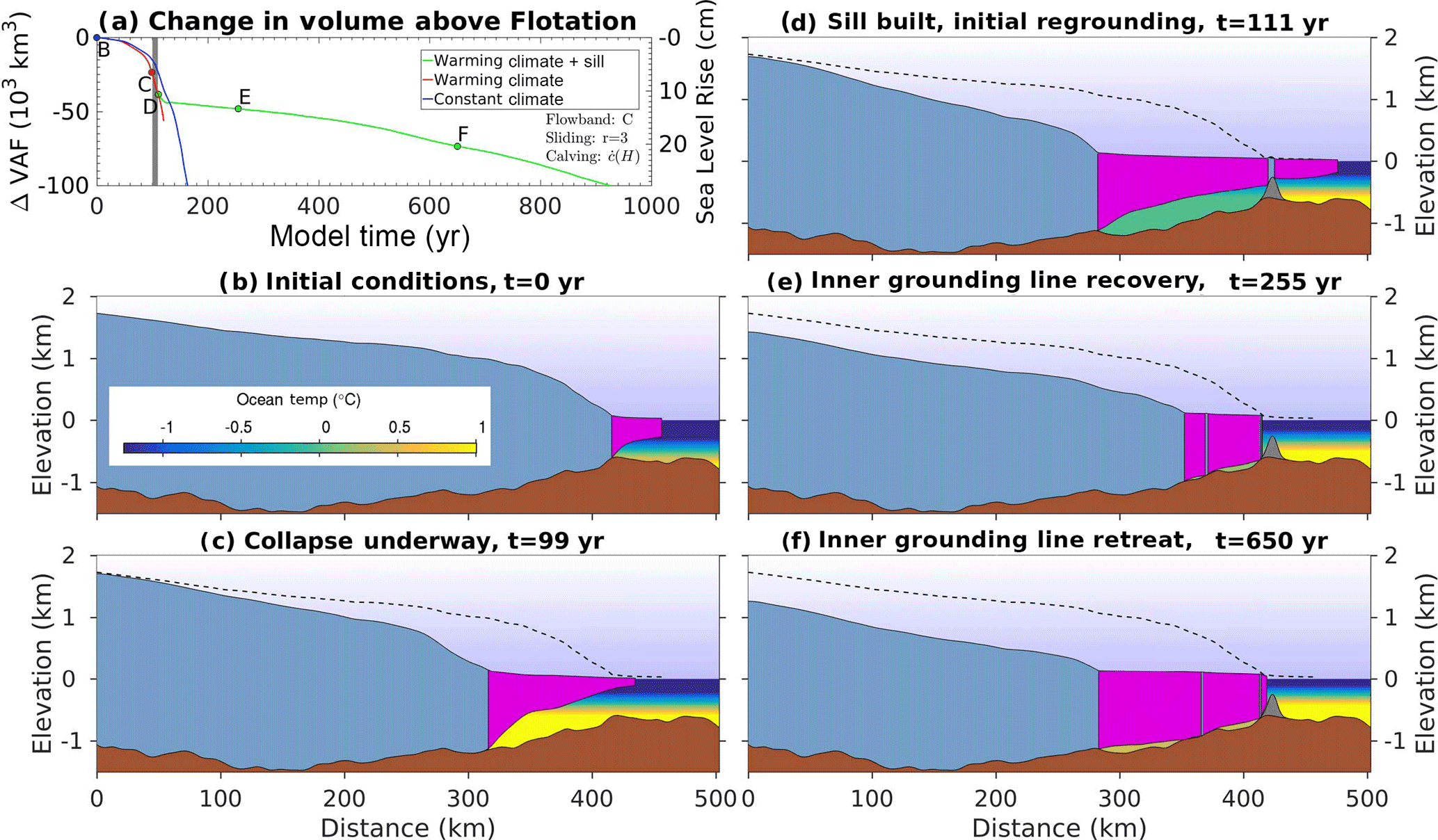
Una propuesta de «umbral submarino» que bloquee el 50% de los flujos de agua cálida que se dirigen hacia el glaciar podría tener el potencial de retrasar su colapso y el consiguiente aumento del nivel del mar durante muchos siglos.

Se han propuesto algunas intervenciones de ingeniería en el glaciar Thwaites y en el cercano glaciar Pine Island para estabilizar físicamente su hielo o preservarlo. Estas intervenciones bloquearían el flujo de agua cálida del océano, lo que actualmente hace que el colapso de estos dos glaciares sea prácticamente inevitable incluso sin un mayor calentamiento. Una propuesta de 2018 incluía la construcción de soleras en la línea de tierra del Thwaites para reforzarlo físicamente o para bloquear alguna fracción del flujo de agua cálida. La primera sería la intervención más sencilla, pero equivalente a «los mayores proyectos de ingeniería civil que la humanidad haya intentado jamás». Además, sólo tiene un 30% de probabilidades de funcionar. Se espera que las construcciones que bloqueen incluso el 50% del flujo de agua cálida sean mucho más eficaces, aunque también mucho más difíciles.  Algunos investigadores argumentaron que esta propuesta podría ser ineficaz, o incluso acelerar el aumento del nivel del mar. Los autores de la propuesta original sugirieron intentar esta intervención en lugares más pequeños, como el Glaciar Jakobshavn en Groenlandia, a modo de prueba. También reconocieron que esta intervención no puede evitar la subida del nivel del mar por el aumento del contenido de calor del océano, y sería ineficaz a largo plazo sin reducciones de las emisiones de gases de efecto invernadero.
En 2023, se propuso que una instalación de cortinas submarinas, fabricadas con un material flexible y ancladas al Mar de Amundsen podría interrumpir el flujo de agua caliente. Este planteamiento reduciría los costes y aumentaría la longevidad del material (estimada de forma conservadora en 25 años para los elementos de las cortinas y hasta 100 años para los cimientos) en relación con estructuras más rígidas. Con ellas en su lugar, la plataforma de hielo de Thwaites y la plataforma de hielo de Pine Island presumiblemente volverían a crecer al estado que tuvieron por última vez hace un siglo, estabilizando así estos glaciares. Para conseguirlo, las cortinas tendrían que colocarse a una profundidad de unos 600 metros (656,2 yd) (para evitar los daños provocados por los icebergss que se desplazarían regularmente por encima) y tener una longitud de 80 kilómetros (49,7 mi). Los autores reconocieron que, si bien un trabajo de esta envergadura no tendría precedentes y se enfrentaría a muchos desafíos en la Antártida (entre ellos, la noche polar y el número actualmente insuficiente de buques polares especializados y embarcaciones submarinas), tampoco requeriría ninguna tecnología nueva y ya existe experiencia en el tendido de tuberíass a tales profundidades.

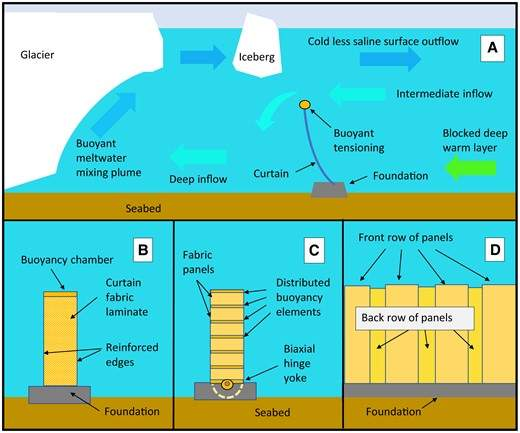
Diagrama de una «cortina» propuesta.

Los autores estimaron que este proyecto tardaría una década en construirse, con un coste inicial de entre 40 000 y 80 000 millones de dólares, mientras que el mantenimiento continuo costaría entre 1000 y 2000 millones al año.  Sin embargo, un solo dique de contención capaz de proteger toda la ciudad de Nueva York podría costar el doble por sí solo, y se calcula que los costes globales de adaptación a la subida del nivel del mar causada por el colapso de los glaciares alcanzarían los 40.000 millones de dólares anuales:   Los autores también sugirieron que su propuesta sería competitiva con las otras propuestas de ingeniería climática como la inyección de aerosoles estratosféricos (SAI) o la eliminación de dióxido de carbono (CDR), ya que mientras que estas detendrían un espectro mucho mayor de impactos del cambio climático, sus costes anuales estimados oscilan entre los 7.000-70.000 millones de dólares para SAI y los 160.000-4.500.000 millones de dólares para CDR lo suficientemente potentes como para ayudar a cumplir el cambio de 1,5 °C objetivo del Acuerdo de París.

## Lectura adicional
- Lubin, Dan; Massom, Robert (2006). Polar Remote Sensing. New York: Springer.
- Schnellnhuber, Hans Joachim, ed. (2006). Avoiding Dangerous Climate Change. Cambridge: Cambridge University Press.

- Datos: Q72154
- Multimedia: Amundsen Sea / Q72154